# Wypadek na pokazach lotniczych w Pucku
Katastrofa na pokazach lotniczych w Pucku – wypadek z 9 ofiarami śmiertelnymi i 35 rannymi, który miał miejsce 15 sierpnia 1922 podczas pokazów lotniczych w Pucku.

## Okoliczności zdarzenia
We wtorek 15 sierpnia 1922 roku o godz. 17.45, w Pucku, w ramach obchodów rocznicy „Cudu nad Wisłą”, załoga wodnosamolotu Lübeck-Travemünde F4 w składzie: chor. pil. Adolf Stempkowski – pilot, inż. Aleksander Witkowski – bombardier, z tamtejszego Detaszowanego Dywizjonu Lotniczo-Wywiadowczego wraz z pasażerem – kpt. gosp. Fabianem Kobzą miała przelecieć nad morzem w pobliżu brzegu, demonstrując bombardowanie z użyciem ostrej amunicji. Do zrzucania bomb wyznaczono inż. Aleksandra Witkowskiego, który miał doświadczenie w takim działaniu i znany był z dużej celności. Z nieznanych przyczyn samolot znalazł się nad publicznością i nieumyślnie zrzucił jedną bombę lotniczą o wadze 12,5 kg w tłum widzów, w wyniku czego śmierć poniosło 9 osób (z czego 8 na miejscu), 13 osób zostało ciężko rannych, a 22 osoby lekko ranne.
Inżynier Witkowski pochodził z Kowalewa koło Torunia. W czasie I wojny światowej pełnił służbę w lotnictwie niemieckim. Został aresztowany. Po zatrzymaniu usiłował dokonać zamachu samobójczego. 
Niedbalstwo władz wojskowych, odpowiedzialnych za bezpieczeństwo pokazu z użyciem amunicji lotniczej, spowodowało w Pucku  duże wzburzenie. Wojskowy Sąd Admiralski uznał za winnych spowodowania wypadku: dowódcę dywizjonu, komandora podporucznika Wiktoryna Kaczyńskiego oraz kierownika warsztatów lotniczych, urzędnika wojskowego XI rangi Aleksandra Witkowskiego.